# 国際伝統工芸博覧会・京都
国際伝統工芸博覧会・京都（こくさいでんとうこうげいはくらんかい・きょうと）は、1984年（昭和59年）に京都府京都市で開催された地方博覧会である。

## 概要
- 開催期間 - 1984年10月6日から12月9日の65日間
- 会場時間 - 午前9時から午後6時
- 会場及び規模 - 京都市南区京都駅八条口南、面積2万5000m2
- 愛称 - HAND '84 KYOTO
- 主催 - 伝統工芸京都博覧会協会 （財）伝統的工芸品産業振興協会
- 後援 - 通商産業省、京都府、京都市、京都商工会議所、大阪鉄道管理局、（財）大阪21世紀協会、NHK大阪放送局
- 入場者数 - 130万2969人
- 入場料 - 前売り券：大人750円、中人550円、小人500円、当日券：大人900円、中人700円、小人600円

## パビリオン
工人のまち・京都館
- テーマ：手と心と美
- 展示内容

1. 特別展示・歴史的伝統工芸品コーナー - 重要文化財クラスの京都伝統工芸品を展示。
2. 伝統工芸の手・道具展示コーナー - 伝統工芸の道具を展示。
3. 常設展示コーナー - 代表的商品コーナー（会期中3回程度陳列替え）と週替わり工芸品展示コーナーとがあった。

- 大船鉾の再現：祇園祭の鉾の一つで、江戸時代末期の大火により焼失した「大船鉾」を往時のままに再現、展示。
- 実演：実演コーナーにて、京友禅や西陣織、清水焼などの京都の伝統工芸の職人が、職人の技術を実演。

国際ネオトラ館
- 「ネオトラ」とは、「ネオ・トラディショナル」すなわち新しい技法と現代の感性によって生まれた「新しい伝統工芸」を意味する（公式ガイドブックより）。

外国館
- テーマ：時のながれ・アルチザンの心
- 展示：エルメス、ルイ・ヴィトン、ダンヒル、マイセン、ロイヤル・コペンハーゲン、　オメガなど、ヨーロッパ各国の19のブランドの工芸品を展示。

日本館
- じゅらくゾーン：「染・織・繍」をテーマに、きもの文化についての展示を行った。2千年前のペルー・ナスカ文化所産の帝王紫漁網や、米ボストン美術館所蔵の中世能衣装を展示。十二単の着付けショーのイベントも開催された。
- 京セラゾーン：「ファインセラミックワンダーランド」新素材のセラミックの技術などを展示。新宝石「クレサンベール」も展示。
- 新工芸ゾーン：「新工芸創作研究会」（当時の理事長：稲盛和夫）による作品の発表展示。

サントリードーム・映像館
- テーマ：時の匠・生命のリズム
- 映像：日本の時間の伝統と匠の歴史を、直径20ｍのドームスクリーンにマルチスライドとレーザービーム、マルチサウンズ等の映像ショーで展開。

近畿工人の町
- 展示：京都・大阪を中心とする近畿地方の伝統工芸品を展示・即売。

日本工人の町
- 展示：北海道から沖縄までの、日本全国の伝統工芸品、民芸品を展示。

みやこ大路
- 出店：竹製品や手工芸品、小物、名菓や茶、清酒などの京都の伝統産業の企業・団体が店舗を出店。

朱雀大路
- 出店：織物、扇子、名菓など、京都の伝統産業の企業・団体が店舗を出店。

ワールドバザール・ニュークラフトの町
- 展示：「ワールドバザール」では、環太平洋諸国の民芸品や伝統工芸品を展示。「ニュークラフトの町」では、「新しい手作りの品」をコンセプトにした工芸品を展示。

こども館
- テーマ：こども館・ハイテク縁日
- 展示：水上ステージにて、4頭のロボットのゴリラによるジャズ演奏。他にロボット彫刻、コンピューター似顔絵、怪獣退治など。

おまつり広場
- 主なイベントについては下記参照。

レストラン
- 出店：サントリーレストラン、そば庄、美濃吉など7社が出店。

おまつり茶屋
- 出店：京都タワー、明治乳業など5社が出店

## おまつり広場のイベント
曜日別イベント・テーマ
- 月曜日：町衆コンサート
- 火曜日：オムロン・モノ・シアター「地球の上で、ひとつ・ひとつ」
- 水曜日：町衆フリータイム
- 木曜日：トーク&パフォーマンス
- 金曜日：町衆ショーバラエティー
- 土日祝：町衆スペシャル・エキサイト

## 参考資料
- 国際伝統工芸博・京都　公式ガイドブック（伝統工芸京都博覧会協会）
- 手と心130万人　国際伝統工芸博・京都　公式記録　資料編及び写真編（伝統工芸京都博覧会協会）